# Saurita mosca
Saurita mosca là một loài bướm đêm thuộc phân họ Arctiinae. Loài này được Paul Dognin mô tả năm 1897. Loài này có ở Ecuador.